# Огиевские-Охоцкие
Огиевские-Охоцкие (пол. Ogijewski) — дворянский род.
Потомство Петра Николаевича Огиевского-Охоцкого, протоиерея в г. Чернигове (1837—1888).

## Описание герба
В голубом поле золотая (?) стрела сопровождаемая с боков двумя золотыми звёздами, а снизу золотым полумесяцем.
Щит увенчан дворянскими шлемом и короной. Нашлемник: три страусовых пера, пронзённых стрелой влево. Намёт на щите голубой, подложенный золотом.